# Diana, Princess of Wales: Tribute
Diana, Princess of Wales: Tribute — сборник из двух CD-дисков, выпущенный в память о Диане, принцессе Уэльской, в котором собраны хиты знаменитых исполнителей. Вырученные от продажи альбомов средства пошли на благотворительный фонд «Диана, Принцесса Уэльская», созданный в её память.
Двойной компакт-диск, выпущенный 2 декабря 1997 года, объединяет 36 песен известнейших в своих жанрах музыкантов, которые посвятили принцессе Диане, как уже известные свои хиты, так и специально написанные для неё композиции. Диск был выпущен через 3 месяца после гибели принцессы Уэльской.

## Трек-лист

### Диск 1
- Who Wants to Live Forever — Queen
- You Have Been Loved — Джордж Майкл
- Angel — Энни Леннокс
- Простая молитва — Шинейд О’Коннор
- Miss Sarajevo — Лучано Паваротти
- Сонната № 18 — Брайан Ферри
- Little Willow — Пол Маккартни
- Tears in Heaven — Эрик Клэптон
- Everybody Hurts — R.E.M.
- Streets of Philadelphia — Брюс Спрингстин
- Don’t Dream It’s Over — Нил Финн
- Hymn to Her — The Pretenders
- Love Minus Zero/No Limit — Род Стюарт
- In the Sun — Питер Гэбриел
- Watermark — Эния
- Evergreen (Love Theme from A Star Is Born) — Барбра Стрейзанд
- Every Nation — Red Hot R+B All Stars
- I’ll Fly Away — Арета Франклин

### Диск 2
- I’ll Be Missing You — Puff Daddy
- Because You Loved Me — Селин Дион
- Gone Too Soon — Майкл Джексон
- You Were Loved — Уитни Хьюстон
- You Gotta Be — Des’ree
- Hero — Мэрайя Кэри
- Prayer for the Dying — Seal
- Missing You — Дайана Росс
- Wish You Were Here — Bee Gees
- How Could an Angel Break My Heart — Тони Брэкстон
- Love Is a Beautiful Thing — Тина Тёрнер
- All That Matters — Клифф Ричард
- Mama — Spice Girls
- Don’t Wanna Lose You — Глория Эстефан
- Stars — Simply Red
- Ave Maria — Майкл Болтон
- Pavane — Lesley Garrett
- I Am in Love with the World — Chickenshed

## Cертификация
| Регион | Сертификация  | Продажи    |
| --- | ------------- | ---------- |
| Австралия (ARIA) | 2× Платиновый | 140 000^   |
| Бельгия (BEA) | Золотой       | 25 000*    |
| Канада (Music Canada) | 2× Платиновый | 200 000^   |
| Франция (SNEP) | Золотой       | 100 000*   |
| Япония (RIAJ) | Платиновый    | 200 000^   |
| Нидерланды (NVPI) | Золотой       | 50 000^    |
| Норвегия (IFPI Norway)                                                                                                   | Золотой       | 25 000*    |
| Польша (ZPAV) | Золотой       | 50 000*    |
| Испания (PROMUSICAE) | Золотой       | 50 000^    |
| Швейцария (IFPI Switzerland)                                                                                             | Платиновый    | 50 000^    |
| Великобритания (BPI) | 2× Платиновый | 600 000*   |
| Итого |               |            |
| Европа (IFPI) | Платиновый    | 1 000 000* |
| * Данные о продажах приведены только на основе сертификации. ^ Данные о тиражах приведены только на основе сертификации. |               |            |